# Pop (album de U2)
Pop este al nouălea album de studio al formației rock irlandeze U2, album lansat în martie 1997. El combină influențe din de muzica tehno, dance și electronică cu rock alternativ.
U2 s-a grăbit să termine Pop, chiar după amânarea lansării albumului cu patru luni, deoarece fusese deja aranjat elaboratul turneu de promovare denumit PopMart Tour când încă se lucra în studio. După lansarea albumului, multe din cântece au fost reînregistrate și remixate. Deși la început, imediat după lansare, a fost un succes comercial—a ajuns numărul unu în 32 de țări, inclusiv în Regatul Unit și în SUA—vânzările cumulate ale sale sunt printre cele mai reduse din toată discografia U2, iar reacția criticilor a fost variată. A devenit o singură dată disc de platină, cea mai scăzută cifră de după albumul October din anii de început ai carierei formației.